# Léopold Richer
Pour l’article homonyme, voir Richer.
Léopold Richer était un journaliste et essayiste québécois né le 12 juillet 1902 à Ottawa et décédé le 2 janvier 1961 à  Saint-Sauveur-des-Monts. 

## Publications
- 1932 - Marché de dupes? La Conférence impériale d'Ottawa
- 1935    -   Nos chefs à Ottawa
- 1938 - Notre problème politique
- 1940 - Silhouettes du monde politique

Le fonds d’archives Léopold Richer est conservé au centre d’archives de Montréal de la Bibliothèque et Archives nationales du Québec.

## Distinctions
- Membre de l'Académie des lettres du Québec.